# Donald Wells Keys
Donald Wells Keys (* 13. August 1911 in Chatanika, Alaska; † 1995) war ein US-amerikanischer Bildhauer, der für seine großformatigen Holzskulpturen im pazifischen Nordwesten der USA bekannt ist.

## Leben
Donald Wells Keys wurde in Chatanika, einer Goldgräbergemeinde in der Nähe von Fairbanks, Alaska geboren. Seine Familie hatte tiefe Wurzeln im Bergbau; sowohl sein Vater als auch sein Großvater waren in der Goldsuche tätig. Anfang der 1920er Jahre zog die Familie nach Tacoma, Washington, wo Keys die Stadium High School besuchte. Dort begann er sich für Bildhauerei zu interessieren und nahm Unterricht bei Wilhelm Bakke, einem aus Norwegen stammenden Künstler und Pädagogen. Nach der High School kehrte Keys nach Alaska zurück, arbeitete im Bergbau und lebte von 1935 bis 1937 bei einer indianischen Familie, von der er traditionelle Schnitztechniken erlernte.
Trotz der einstigen Prominenz seiner Arbeiten sind viele von Keys’ öffentlichen Skulpturen im Laufe der Zeit aus dem Stadtbild verschwunden. Er verstarb 1995, doch sein Einfluss auf die Kunstszene des pazifischen Nordwestens bleibt bestehen.

## Werk
Donald Wells Keys’ Werk ist stark von der Kunst der Ureinwohner der Nordwestküste beeinflusst. Er schuf zahlreiche großformatige Skulpturen und Schnitzereien, die in der Region weithin bekannt sind.
Zu seinen wichtigsten Werken gehören
- Hoonah Raven: Eine 22 Fuß hohe Skulptur, inspiriert von der Kunst der Nordwestküsten-Indianer, die vor Louie's Restaurant in Seattle stand.
- Polynesische Schnitzereien: Zwei Stockwerke hohe Tiki-ähnliche Schnitzereien an den Balken des Restaurants "The Polynesia" auf Pier 51 in Seattle.
- Thunderbird-Totempfahl: Ein 25 Fuß hoher Totempfahl am Eingang des Northwest Hospital in Seattle.
- Schnitzereien für St. Bernard's Chapel: Handgeschnitzte Pfosten und Bänke für die Kapelle am Snoqualmie Pass.
- Arbeiten für Kiana Lodge: Bedeutende Schnitzereien für die Kiana Lodge in Poulsbo, Washington.
- Seine Werke wurden auch international bekannt, als er das Galionsfigur für die Nachbildung von Sir Francis Drakes Schiff, der Golden Hinde, ersetzte.